# Aougrout
Aougrout (în arabă اوقرت) este o comună din provincia Adrar, Algeria.
Populația comunei este de 11.784 de locuitori (2008).